# NGC 3088
NGC 3088 (ook: NGC 3088A) is een lensvormig sterrenstelsel in het sterrenbeeld Leeuw. Het hemelobject werd op 12 maart 1784 ontdekt door de Duits-Britse astronoom William Herschel.

## Synoniemen
- IRAS 09583+2238
- UGC 5384
- ZWG 123.13
- MCG 4-24-10
- NPM1G +22.0266
- PGC 28997